# نيكولاس رايموندي
نيكولاس رايموندي (بالإسبانية: Nicolás Raimondi)‏ هو لاعب كرة قدم أوروغواياني في مركز الهجوم، ولد في 5 سبتمبر 1984 في مونتيفيديو في الأوروغواي. لعب مع ذي سترونغيست ورامبلا جونيورز وغريميو بورتو أليغرينزي وميرامار ميشنس ونادي أفاي لكرة القدم ونادي إيرميس أراديبو ونادي خورخي ويلسترمان ونادي فينيزيا ونادي قرطاجنة ونادي لوكوموتيف بلوفديف ونادي ليفربول.

## وصلات خارجية
- نيكولاس رايموندي على موقع قاعدة بيانات كرة القدم.إي يو (الإنجليزية)
- نيكولاس رايموندي على موقع Soccerway.com (الإنجليزية)